# 38 Special
I 38 Special (talvolta scritto anche .38 Special e Thirty-Eight Special) sono un gruppo southern rock statunitense fondato nel 1975 a Jacksonville, in Florida, dal cantante Donnie Van Zant (fratello del più celebre Ronnie dei Lynyrd Skynyrd).
Il nome del gruppo deriva dalla munizione per arma da fuoco, la .38 Special.

## Storia del gruppo
Il gruppo esordì con sonorità southern rock simili a quelle espresse dai Lynyrd Skynyrd, il gruppo del fratello maggiore di Donnie, Ronnie Van Zant. Negli anni ottanta la band inserì elementi blues rock e arena rock nel proprio sound, producendo una lunga serie di album e singoli di successo come Caught Up in You (1982), If I'd Been the One (1983), Second Chance (1989), Hold on Loosely (1981) e Back Where You Belong (1984).

## Formazione
- Don Barnes - chitarra, voce
- Donnie Van Zant - voce
- Jeff Carlisi - chitarra
- Danny Chauncey - chitarra
- Larry Junstrom - basso
- Bobby Capps - tastiere
- Gary Moffatt - batteria

## Discografia
Album in studio
- 1977 - 38 Special
- 1978 - Special Delivery
- 1980 - Rockin' Into the Night
- 1981 - Wild-Eyed Southern Boys
- 1982 - Special Forces
- 1983 - Tour de Force
- 1986 - Strength in Numbers
- 1988 - Rock & Roll Strategy
- 1991 - Bone Against Steel
- 1997 - Resolution
- 2001 - A Wild-Eyed Christmas Night
- 2004 - Drivetrain

Live
- 1978 - Wild Eyed & Live
- 1999 - Live at Sturgis

Raccolte
- 1987 - Flashback: The Best of 38 Special
- 2000 - 20th Century Masters - The Millennium Collection: The Best of 38 Special
- 2001 - Anthology
- 2003 - The Very Best Of The A&M Years (1977-1988)

Singoli
- 1980 - Rockin' Into The Night
- 1981 - Hold On Loosely
- 1981 - Fantasy Girl
- 1981 - Wild-Eyed Southern Boys
- 1982 - Caught Up In You
- 1982 - You Keep Runnin' Away
- 1982 - Chain Lightnin'
- 1982 - Back on the Track
- 1983 - If I'd Been The One
- 1983 - Back Where You Belong
- 1984 - Teacher, Teacher
- 1986 - Like No Other Night
- 1986 - Somebody Like You
- 1986 - Heart's on Fire
- 1987 - Back To Paradise
- 1988 - Rock and Roll Strategy
- 1989 - Second Chance
- 1989 - Comin' Down Tonight
- 1989 - Little Sheba
- 1991 - The Sound Of Your Voice
- 1991 - Rebel to Rebel
- 1997 - Fade to Blue